# Les Chapelles
Les Chapelles là một xã thuộc tỉnh Savoie trong vùng Rhône-Alpes ở đông nam nước Pháp. Xã này nằm ở khu vực có độ cao trung bình 1280 mét trên mực nước biển.